# Abbazia di Battle

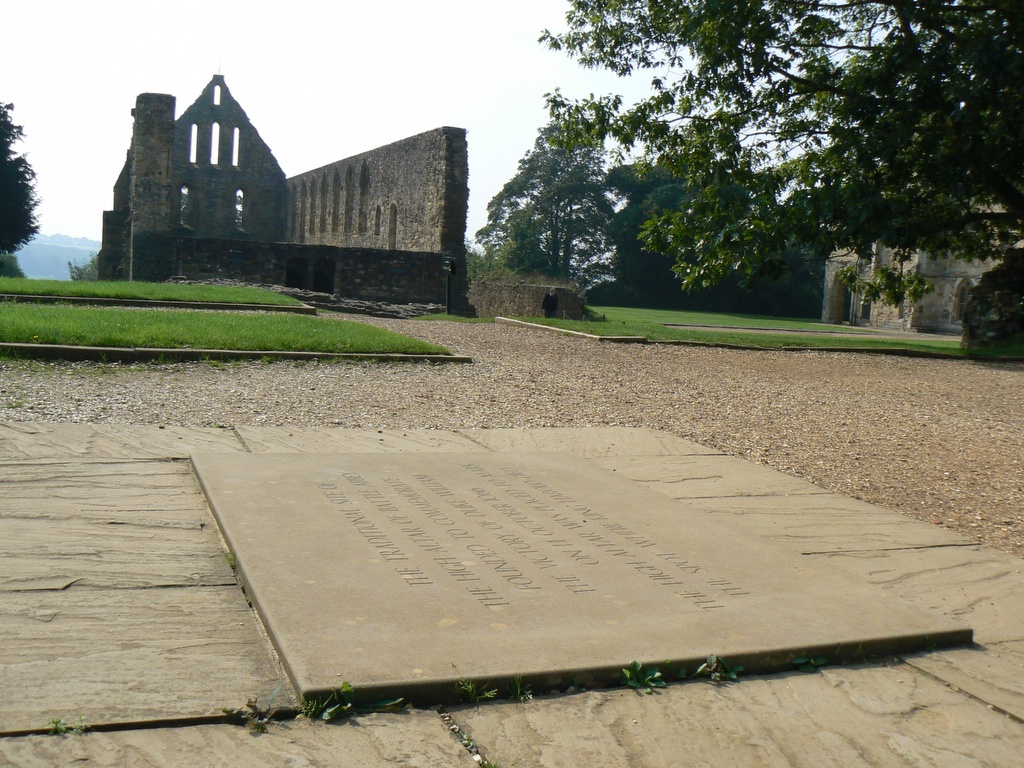
Abbazia di Battle: l'epigrafe che ricorda il punto in cui sarebbe morto Aroldo II, re dei Sassoni.

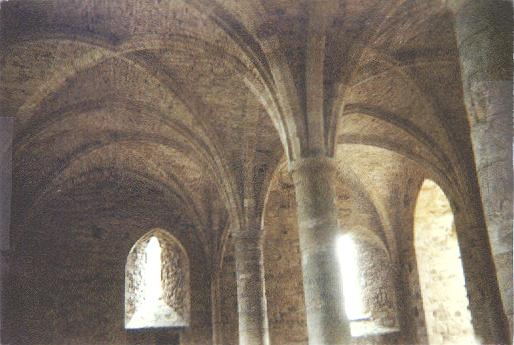
Abbazia di Battle: la stanza dei novizi.

L'abbazia di Battle (inglese: Battle Abbey) a Battle, in East Sussex, Inghilterra, è un sito monastico benedettino parzialmente integro fatto costruire sulla scena della vittoriosa battaglia di Hastings da Guglielmo il Conquistatore e dedicato a San Martino.

## Storia
Nel 1070 papa Alessandro II ordinò ai normanni di fare penitenza per aver ucciso in battaglia così tante persone, durante la loro conquista dell'Inghilterra. Così Guglielmo il Conquistatore promise solennemente di costruire un'abbazia dove aveva avuto luogo la battaglia di Hastings, e che l'altare maggiore della nuova chiesa sarebbe stato costruito nel punto esatto in cui Re Aroldo, sovrano dei sassoni, era caduto morente la domenica del 14 ottobre 1066. 
Partirono i lavori per la costruzione della nuova abbazia, ma Guglielmo morì prima che fossero completati. Terminata nel 1095, fu consacrata sotto il regno del figlio di Guglielmo il conquistatore, Guglielmo detto Rufus e dedicata a San Martino, chiamato l'apostolo dei galli. Anche per questo, l'abbazia era nota come San Martino di Battle (inglese: St. Martin of Battle, St. Martin at Battle). Rimaneggiata durante gli ultimi anni del XIII secolo, fu gravemente danneggiata un paio di secoli più tardi, durante la soppressione dei monasteri sotto il regno di Enrico VIII. 

## Radici dell'Europa
L'abbazia di Battle si inserisce nell'immenso cantiere che è l'Europa dell'epoca. «È una generazione di giganti quella che regge i destini d'Europa nell'ultimo terzo dell'XI secolo (...), sorgono e risorgono, assumendo la loro struttura definitiva, i grandi monumenti del Romanico Europeo: (...) L'Europa acquista autocoscienza nell'architettura». È questa l'epoca cui si riferisce Bernardo di Chartres quando dice «noi siamo nani posati sulle spalle dei giganti». La conquista normanna dell'Inghilterra, «oltre a dare una nuova giovinezza ai monasteri anglosassoni, portò a un grande aumento nel numero dei monasteri e delle abbazie. (...) tra cui la prima fu l'abbazia di Battle».
Al confine orientale di Londra si trova il Battle Bridge e il nome del ponte, connesso con l'Abbazia, era così familiare al confine orientale di Londra che quando la costituzione inglese iniziò ad evolversi e i primi abati mitrati ebbero il loro posto in Parlamento, a quanto scrive John Stow, l'abate di Battle Inn fu chiamato l'abate di Battle Bridge.